# Глем-метал
Глем-метал (також відомий як пудель-метал (англ. Hair metal) і поп-метал) — піджанр хард-року та хеві-металу. Він поєднує в собі елементи панк-року, а також складні хуки та гітарні рифи, запозичивши в той же час естетику глем-року 1970-х.
Глем-метал виник наприкінці 1970-х — початку 1980-х років в США. Особливо сильний розвиток він отримав в Лос-Анджелесі на музичній сцені Sunset Strip під впливом таких гуртів, як Kix, Night Ranger, Motley Crue та Quiet Riot. Глем був популярний в 80-х і початку 1990-х років в результаті діяльності багатьох гуртів, включаючи Poison, Cinderella та Bon Jovi. Жанр стрімко втратив свою популярність у 1980-х. Востаннє належав до мейнстриму на початку 1990-х.

## Характеристики

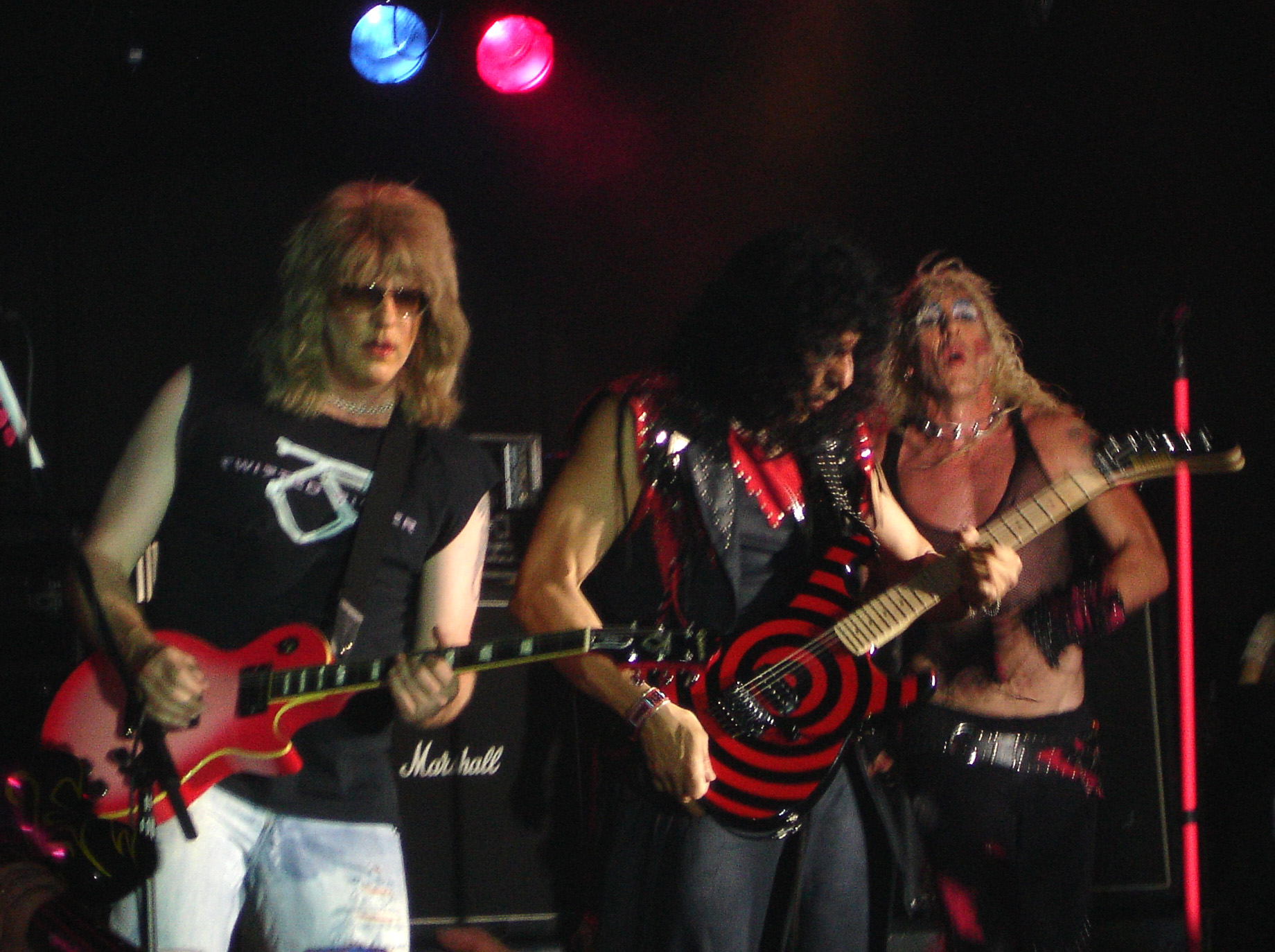
Twisted Sister — типові представники жанру

З точки зору музики глем-метал використовує традиційні пісні у жанрах хард-рок та хеві-метал, в яких також поєднувалися елементи панк-року, складні хуки та гітарні рифи. Як і в багатьох метал-піснях 80-х років, в них часто фігурували шред-соло. Для глем-металу характерно також широке використання гармоній, зокрема в метал-баладах, повільних емоційних піснях, якими зазвичай завершується альбом або концерт. У глем-металі було багато комерційно успішних синглів, завдяки яким новий жанр відкрився для широкої публіки, що не хотіла знову приймати традиційний хеві-метал. Лірика пісень глем-металу часто мала справу з любов'ю та хтивістю, успадкованої від блюзу, а також з піснями, що часто зачіпають особистість жінки.
Естетично глем-метал в значній мірі спирається на глем-рок 1970-х років, запозичивши від цього жанру дуже довге волосся музикантів, використання макіяжу, яскраві одяги та аксесуари (переважно бавовняні та шкіряні джинси, спандекс та пов'язки). Візуальні аспекти глем-металу привернули увагу музичних телевізійних програм, зокрема MTV, поява якого збіглася з підйомом жанру. Глем-метал виконавці стали сумно відомими через свою розпусне життя в нічних вечірках, які широко висвітлювалися в бульварній пресі.

## Термінологія
Соціолог Діна Вайнштейн вказувала на велику кількість термінів, які використовуються для опису комерційних форм важкого металу, які вона об'єднала словом лайт-метал — так звані «пудель-гурти» чи «поп-метал». У 2000-х означення поп-металу набули також, відмінні за виконавчим стилем, гурти котрі не підіймають жодних соціально-антагонічних та інших, характерних класикам металу, тем обмежуючись попсовими текстами.

## Історія

### Витоки

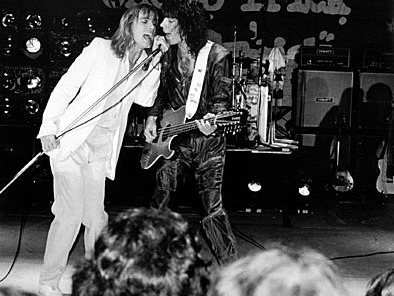
Cheap Trick — гурт, що зробив сильний вплив на формування жанру.

Музичний журналіст Стівен Девіс стверджує, що вплив стилю можна простежити у творчості таких гуртів, як Aerosmith, Kiss, Boston, Cheap Trick та New York Dolls. Особливо великий вплив на жанр надали гурт Kiss, а також шок-рок виконавці, такі як Еліс Купер. Остаточно зовнішній вигляд виконавців хейр-метала був фактично оформлений фінським гуртом Hanoi Rocks.
Гурт Van Halen розцінювався критиками як найвпливовіший на жанр, з'явившись з музичної сцени Лос-Анджелеса на Сансет Стріп в 1978 році, завдяки гітарним навичкам Едді Ван Галена. Він популяризував техніку гри дворучного легато під назвою теппінг, наочно показавши її в пісні «Eruption» з альбому Van Halen. Це звучання гітари та витівки співака Девіда Лі Рота на сцені, ймовірно, зробили вельми сильний вплив на глем-метал, хоча гурт ніколи не брав в повній мірі своє звучання, як естетику глему.
Часто відноситься до нової хвилі британського хеві-метала, гурт Def Leppard в 1981 році випустили свій другий альбом High 'N' Dry, який являв собою суміш глем-року з хеві-металом, визначивши тим самим звучання протягом всього десятиліття. Наступний альбом гурту Pyromania, проданий у кількості 10 мільйонів копій і став «діамантовим» згідно з Американською асоціацією звукозаписних компаній, досяг другого місця в Billboard 200, а сингли «Foolin», «Photograph» і «Rock of Ages» сприяли появі на MTV. Йому широко наслідували багато гуртів каліфорнійської сцени.

### Перша хвиля (1980—1984)

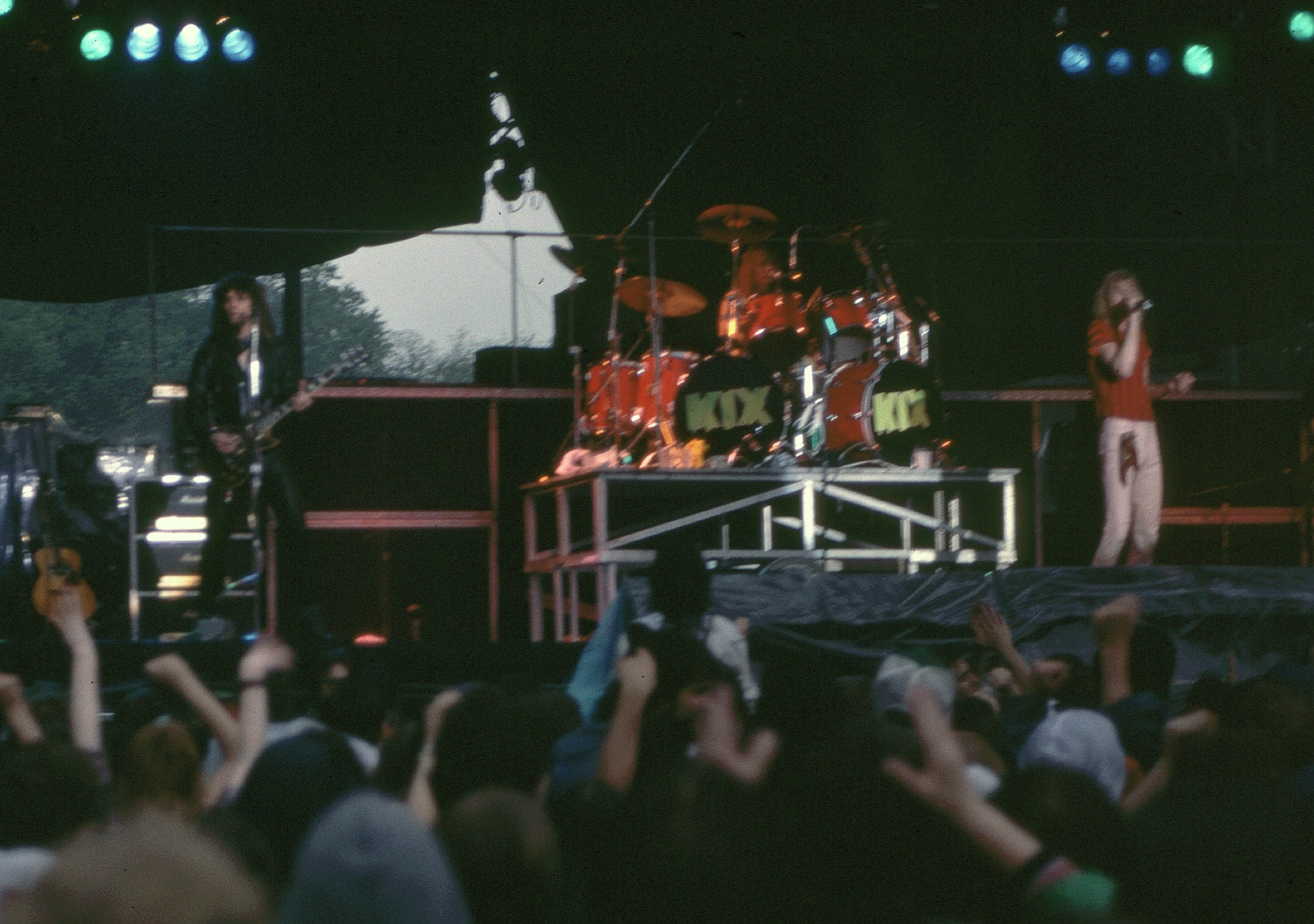
Гурт Kix на сцені в 1983 році.

На початку 80-х років ряд гуртів з усієї території США почав рухатися до того, що стало б називатися глем-металом. Серед них був і гурт Kix з Західного Меріленда, який випустила свій однойменний дебютний альбом у 1981 році. З Сан-Франциско перший альбом гурту Night Ranger Dawn Patrol потрапив в американський Топ 40, однак їх справжнім проривом стала платівка 1983 року під назвою Midnight Madness, до якої увійшов сингл «Sister Christian». Нью-йоркський гурт Twisted Sister, який спочатку утворився як глем-рок гурт в 1972 році, випустив в 1982 році свій перший альбом під назвою Under the Blade.
Найактивнішою глем-метал сцена була в клубах на Сансет Стріп, серед яких були The Trip, Whisky a Go Go та Starwood. Ці клуби почали уникати бронювання виступів панк-рок гуртів через страх насильства, і зосередилися на метал-гуртах, зазвичай на основі пропозиції «платити, щоб грати», створюючи яскраву сцену для хард-року. Один з перших гуртів, що вийшли з цієї сцени, сталв Mötley Crüe, який випустив 2 альбоми: Too Fast for Love (1981) і Shout at the Devil (1983). Дебютний альбом американського колективу Quiet Riot під назвою Metal Health (1983) став першою глем-метал платівкою, яка досягла першої позиції в чартах Billboard та допомогла відкрити двері успіху подальшим групам. Збільшення числа лос-анджелеських гуртів сприяло випуску інших дебютних альбомів в 1984 році, в тому числі Out of the Cellar колективу Ratt та однойменної платівки W.A.S.P.. В цей же час гурт Black 'n Blue, сформований в Портленді, випускає свій однойменний дебютний альбом, а нью-йоркський гурт White Lion в 1985 році — пластинку Fight to Survive. Всі ці гурти відіграли важливу роль у формуванні загального іміджу та звучання глем-металу.

### Друга хвиля (1985—1991)

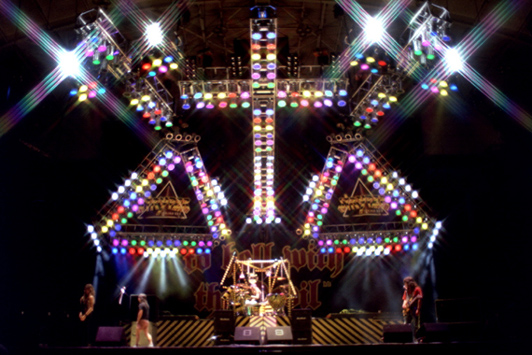
Перший гурт в жанрі християнський метал Stryper на сцені 1986 року.

До середини 80-х років почався великий успіх глем-металу в мейнстрімі. Лос-Анджелес продовжив стимулювати найважливішу глем-метал сцену навколо вулиці Сансет Стріп, такими гуртами, як London. London спочатку був утворений як глем-рок гурт в 70-х роках, однак свій дебютний альбом Non Stop Rock випустив лише в 1985 році. Гурт примітний тим, що через його ряди пройшли майбутні учасники Mötley Crüe, Cinderella та Guns N' Roses. Пенсільванія також не відставала від Лос-Анджелеса, випустивши такі успішні гурти, як Poison з Гаррісбурга та Cinderella з Філадельфії. Ці групи в 1986 році випустили 2 мультиплатинові альбоми: Look What the Cat Dragged In та Night Songs, відповідно. Гурт Stryper, утворений в 1983 році в окрузі Орандж, здійснив свій прорив в мейнстрім 1986 року завдяки платиновому альбому під назвою To Hell with the Devil, а також вніс християнську лірику пісень в хард-рок та глем-метал виконання. У 1986 році гурт Van Halen разом з новим вокалістом Семмі Хагар випустив альбом 5150, який досяг першої позиції в США за три тижні, і було продано більше шести мільйонів копій. Альбом The Final Countdown шведського гурту Europe, який став неофіційним гімном глем-металу, потрапив в Топ 10 багатьох держав, у тому числі і США, а заголовний сингл досяг першої позиції в чартах 26 країн.
Найбільш комерційно значущим релізом ери глем-металу став альбом Slippery When Wet гурту Bon Jovi з Нью-Джерсі, який являв собою суміш хард-року та поп-музики і провів в загальній складності майже вісім тижнів на вершині чарту Billboard 200. Було продано понад 12 мільйонів копій цього альбому. Ця платівка стала першим хард-рок альбомом, який породив три сингли, два з яких досягли номер один. Альбом ознаменував собою розширення аудиторії глем-металу, залучаючи як жінок, так і чоловіків, ознаменувавши прорив на MTV і комерційний успіх серед інших груп наприкінці десятиліття. У середині-кінці 80-х років глем-метал гурти мали сильну ротацію на каналах, особливо в щоденних новинах MTV, а деякі колективи з'являлися на таких передачах, як Headbanger's Ball, яка стала однією з найпопулярніших програм з кількістю переглядів більш 1,3 мільйони на тиждень. Гурти також отримали сильну ротацію на радіостанціях, таких як KNAC в Лос-Анджелесі. У другій половині десятиліття, незважаючи на переважно негативні критичні рецензії та перестороги деяких відділів музичної індустрії, глем-метал став найнадійнішою формою комерційної поп-музики США.

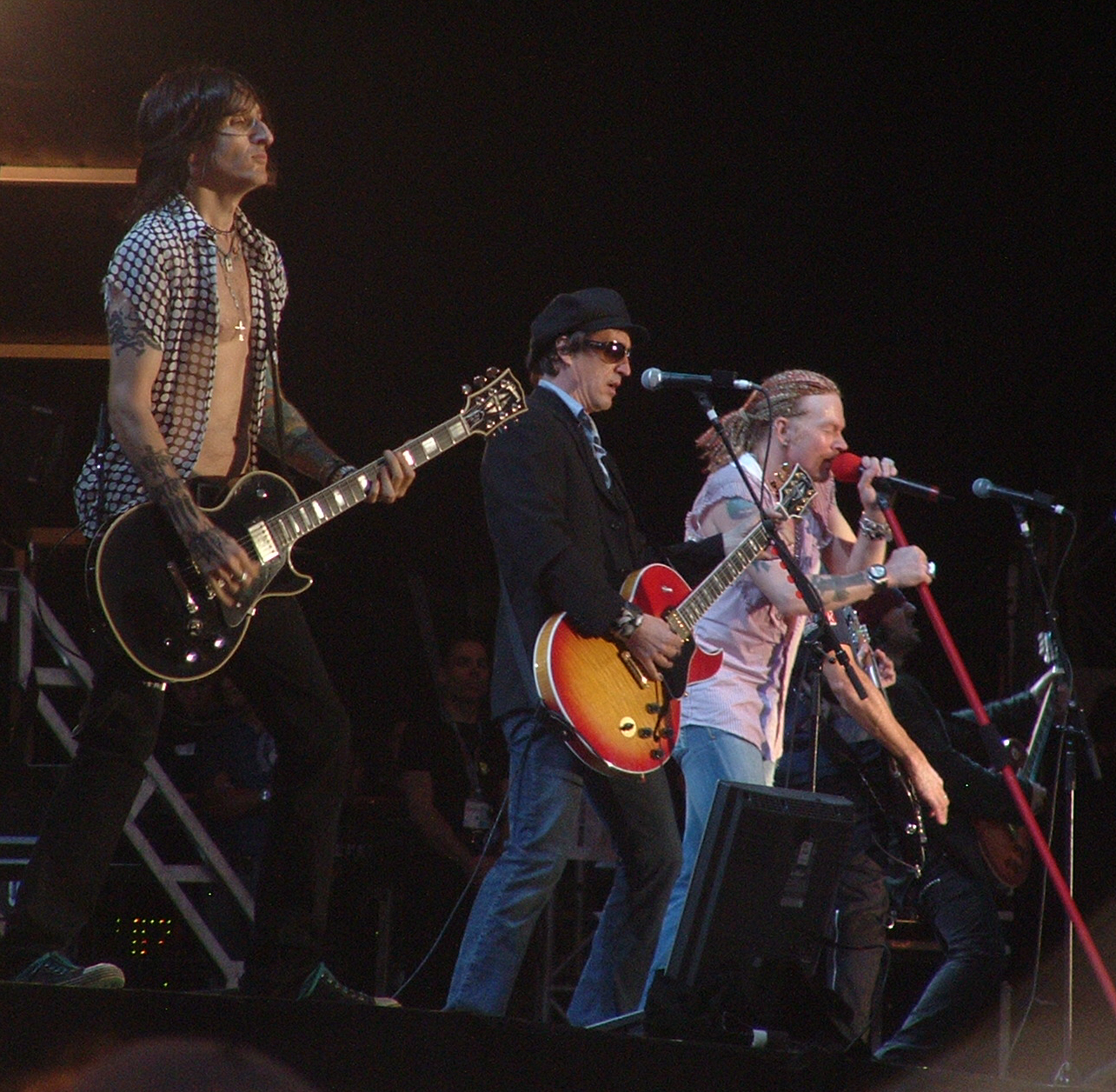
Іззі Стредлін на сцені з Guns N' Roses 2006 року.

Гурт Mötley Crüe в 1987 році з альбомом Girls, Girls, Girls продовжив свій успіх, а Def Leppard з платівкою Hysteria досяг свого комерційного піку, останнім створивши хард-рок запис з 7 хіт-синглів. В 1987 році гурт Faster Pussycat випускає свій однойменний дебютний альбом, проте найбільшого успіху досяг колектив Guns N' Roses, спочатку сформувався в результаті з'єднання L.A. Guns та Hollywood Rose, який випустив бестселер під назвою Appetite for Destruction. Альбом з більш сильним та жорстким звуком, ніж у більшості глем-метал платівок, породив три успішних хіт-сингла, включаючи пісню «Sweet Child o' Mine», який досяг першої позиції. Перевага стилю було таким, що каліфорнійська хардкор гурт TSOL в цей період рушив в бік глем-металу.
В останні роки десятиліття найпомітніші успіхи були у альбомів New Jersey, OU812 та Open Up and Say... Ahh!, останній з яких породив хіт-сингл «Every Rose Has Its Thorn», і було продано вісім мільйонів копій у всьому світі. Гурти Britny Fox з Філадельфії та Winger з Нью-Йорка випустили свій однойменний дебютний альбоми в 1988 році. 1989 року Mötley Crüe випустила свій найбільш комерційно успішний альбом, мультиплатиновий номер один під назвою Dr. Feelgood. У тому ж році однойменний дебютні альбоми були випущені групами Danger Danger з Нью-Йорка та Dangerous Toys з Остіна, для яких був характерний сатерн-рок. Свої дебютні альбоми, Dirty Rotten Filthy Stinking Rich та Skid Row, відповідно, 1989 року також випустили групи Warrant та Skid Row, останній з яких досяг шостій позиції в чарті Billboard 200. Ці колективи стали одними з останніх великих груп, які з'явилися в еру глем-металу. Глем-метал увійшов в 90-х роках як один з комерційно найуспішніших жанрів поп-музики. В 1990 році дебютні альбоми Stick It to Ya та FireHouse гуртів Slaughter з Лас-Вегаса та FireHouse з Північної Кароліни, відповідно, досягли 18 і 21 місць в Billboard 100. Вони, ймовірно, є піком комерційного досягнення глем-металу. Альбоми Guns N' Roses Use Your Illusion I, Use Your Illusion II та Van Halen — For Unlawful Carnal Knowledge лише закріпили 1991 року популярність глем-металу. 1992 року Def Leppard, слідом за альбомами Hysteria та Adrenalize, які стали мультиплатиновим, створила чотири хіт-сингли, що займали перше місце в американських чартах протягом п'яти тижнів, а їх єдиний хард-рок альбом протягом року досяг тієї ж позиції, що і пісні.

### Падіння популярності (1993—1996)

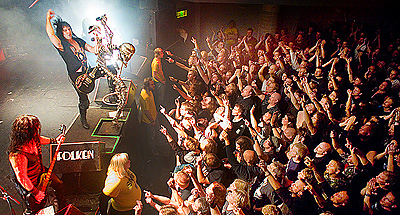
W.A.S.P. на сцені в Ставангері в 2006 році.

Фільм 1988 року під назвою «Занепад Західної Цивілізації Частина II: Роки метала» охопив тему лос-анджелеської глем-метал сцени успішних та початкових гуртів. Цей фільм підкреслив надлишки глем-металу, особливо сцену, в якій гітарист гурту W.A.S.P. Кріс Холмс дав інтерв'ю, випиваючи горілку на надувному матраці в басейні в присутності матері. Результатом всього побаченого стала негативна реакція на музичний жанр. На початку 90-х популярність глем-металу різко впала після майже десятирічного успіху. Деякі музичні критики та музиканти почали висміювати виконавців глем-металу, називаючи їх «волохатими фермерами», натякаючи на незабаром поширився термін хейр-метал. Іншою причиною зниження популярності стилю могло бути зміна позицій павер-балад. Використання цих балад, особливо як хард-рокового гімну, вважалося первісною формулою успіху, проте наприкінці 80-х та на початку 1990-х років аудиторія втратила до них будь-який інтерес.
Ще одним важливим фактором спаду став підйом гранджу з Сієтла завдяки таким гуртам, як Alice in Chains, Pearl Jam і Soundgarden. Це стало особливо очевидним 1991 року після успіху альбому Nevermind гурту Nirvana, в якому поєднувалися елементи хардкор-панку, «брудного» звучання хеві-металу, використавши дисторшн, фузз та фідбек, а також похмура лірика пісень, показавши естетику та повну протилежність глем-металу з його пишнотою та виконанням. Багато великих лейблів були збентежені несподіваним успіхом гранджу та почали набирати персонал на користь молодих виконавців, які були більш обізнаними в музичному плані. Як наслідок, MTV переключив свою увагу на новий стиль, внаслідок ефір глем-метал гуртів був відведений на нічний час доби, і наприкінці 1994 року програма Headbanger's Ball припинила своє мовлення, в той час як станція KNAC перейшла на іспаномовне радіомовлення. Враховуючи брак повноцінної присутності на радіо, глем-метал гурти не досягали своєї аудиторії. Інші альтернативні рок-гурти, такі як Red Hot Chili Peppers і Jane's Addiction також сприяли падінню глем-металу.